# Crocota peletieraria
Crocota peletieraria là một loài bướm đêm trong họ Geometridae.